# Bildtafel der Verkehrszeichen in der Bundesrepublik Deutschland von 2013 bis 2017
Diese Bildtafel der Verkehrszeichen in der Bundesrepublik Deutschland von 2013 bis 2017 zeigt eine Auswahl der wichtigsten amtlichen Verkehrszeichen in Deutschland. Diese Auflistung, ihre Nummerierung und Bezeichnungen orientieren sich am damaligen Verkehrszeichenkatalog. Dieser war aufgrund der neugefassten Straßenverkehrs-Ordnung (StVO), die am 1. April 2013 in Kraft trat, von der Bundesanstalt für Straßenwesen (BASt) überarbeitet worden. Diese Liste wurde durch den am 22. Mai 2017 als Anlage zur Allgemeinen Verwaltungsvorschrift zur Straßenverkehrs-Ordnung (VwV-StVO) erlassenen Katalog der Verkehrszeichen (VzKat) ersetzt.
Neben den Verkehrszeichen der StVO wird hier unter anderem auf straßenverkehrstechnisch relevante Zeichenanordnungen im Verkehrsblatt, in der Eisenbahn-Bau- und Betriebsordnung (EBO) und in der Straßenbahn-Bau- und Betriebsordnung (BOStrab) eingegangen.
Für die aktuellen Verkehrszeichen siehe Bildtafel der Verkehrszeichen in der Bundesrepublik Deutschland seit 2017.

## Herstellung
Die Verkehrszeichen wurden nach den Bestimmungen der StVO vom 16. November 1970 hergestellt. Diese waren zuletzt durch die Sechsundvierzigste Verordnung zur Änderung straßenverkehrsrechtlicher Vorschriften vom 5. August 2009 geändert worden. Die Abmessungen und Ausführungsarten mussten unter anderem den im Verkehrsblatt-Verlag erschienen Richtlinien über Abmessung der Verkehrszeichen und der Zusatzschilder nach der StVO einschließlich ihrer Varianten vom 25. Mai 1972 und 26. Juli 1972 entsprechen. Zu beachten waren hierzu außerdem die am 1. Januar 1976 in Kraft getretenen Änderungen, einschließlich der Elften Verordnung zur Änderung der Straßenverkehrs-Ordnung vom Juli 1992.
Die Sicherung der Qualität deutscher Verkehrszeichen wird durch den RAL Deutsches Institut für Gütesicherung und Kennzeichnung überwacht. Jedes Verkehrszeichen muss den jeweils gültigen Qualitätsstandards entsprechen, um das Siegel zu erhalten und im öffentlichen Raum aufgestellt zu werden. Das Gütesiegel besitzt über dem RAL-Logo Raum für fünf einperforierte Prüfziffern. Die ersten beiden Ziffern sind eine kodierte Herstellerangabe. Diese Ziffern werden dem Produzenten des Schildes durch den RAL verliehen. Das Quartal wird durch die mittlere Zahl angegeben und über das Herstellungsjahr geben die letzten beiden Ziffern Auskunft.
Seit 1. Januar 2013 müssen die Verkehrsschilder eine CE-Kennzeichnung besitzen, die nach dem Mandat M111 (CE-Kennzeichnung in der Straßenausstattung) der EU-Kommission für ortsfeste vertikale Verkehrszeichen verpflichtend ist. Mit Einführung der ab 2011 gültigen Technischen Liefer- und Prüfbedingungen für vertikale Verkehrszeichen (TLP VZ) ist für eine vollständige Kennzeichnung der Schilder zudem die Angabe der Herstelleranschrift, in der Regel mittels eines weiteren Aufklebers, verpflichtend geworden. Vielfach hatten Hersteller schon in der Vergangenheit solche Aufkleber verwendet.
Ab 2014 wurden zusätzliche Angaben zu den Aufklebern Vorschrift. So kann nun die Reflexionsklasse des Verkehrszeichens (RA1, RA2 oder RA3) abgelesen werden, was bisher nur über das Wasserzeichen in der Reflexfolie auf der Vorderseite des Schildes möglich war. Der jetzt in einem Stück gedruckte Aufkleber besitzt unter dem RAL-Gütesiegel und der CE-Kennzeichnung ein Feld, in dem nun die Reflexionsklassen und als zusätzliche Angabe die angenommene Nutzungsdauer des Verkehrszeichens angegeben werden.
Die aktuelle rückseitige Beschriftung der Schilder besteht damit seit 2014 aus einem Aufkleber, der zum einen das EU-verordnete CE-Zeichen nach EN 12899-1 sowie das nach den deutschen Vorgaben angebrachte RAL-Gütezeichen und den Block mit den Reflexionsklassen und der Nutzungsdauer enthält. Außerdem müssen die Hersteller ihre individuell gestalteten Aufkleber mit dem Anschriftenblock anbringen.

Rückseitenbeschriftung der Schilder (2013 bis 2014)
Ab 2013 wurde das EU-Mandat mit der CE-Kennzeichnung in der Straßenausstattung Vorschrift
2014 wurde der Block mit den Beschriftungen erneut überarbeitet und durch die Reflexionsklassen ergänzt

## Sinnbilder nach § 39 StVO

Kraftwagen und sonstige mehrspurige Kraftfahrzeuge
Kraftfahrzeuge mit einer zulässigen Gesamtmasse über 3,5 t, einschließlich ihrer Anhänger, und Zugmaschinen, ausgenommen Personenkraftwagen und Kraftomnibusse
Radverkehr
Fußgänger
Reiter
Viehtrieb
Straßenbahn
Gespannfuhrwerke
Kraftomnibus
Personenkraftwagen
Personenkraftwagen mit Anhänger
Lastkraftwagen mit Anhänger
Kraftfahrzeuge und Züge, die nicht schneller als 25 km/h fahren können oder dürfen
Krafträder, auch mit Beiwagen, Kleinkrafträder und Mofas
Mofas

## Symbole der Richtlinien für die wegweisende Beschilderung auf Autobahnen 2000 (RWBA 2000)
- Polizeistation
- Erste Hilfe-Station
- Informationsstelle
- Tankstelle
- Gasthaus
- Verkaufskiosk
- Motel, Hotel
- Notrufsäule
- Fernsprecher
- Toiletten
- Behindertentoiletten
- Rollstuhlfahrersymbol
- Flughafen
- Hafen, Fährhafen, Fähre
- Autobahnkapelle
- Personenkraftwagen
- Lastkraftwagen
- Kraftomnibus
- Personenkraftwagen mit Anhänger
- Lastkraftwagen mit Anhänger
- Autobahn
- Autobahnausfahrt
- Autobahnkreuz oder Autobahndreieck
- Parkplatz
- Werkstatt
- Autohof

Eine eingeschränkte, zusätzliche Nutzung ist seit 2001 für folgende Symbole zur wegweisenden Beschilderung der Autobahnen zugelassen.

Industriegebiet, Gewerbegebiet
Parken und Reisen
Großsportanlage, Stadion
Güterverkehrszentrum

## Symbole der Richtlinien für die wegweisende Beschilderung außerhalb von Autobahnen 2000 (RWB 2000)

Informationsstelle

Polizeistation
Krankenhaus
Erste Hilfe-Station
Parkplatz
Parkhaus, Parkgarage
Parken und Reisen
Auto im Reisezug
Bahnhof
Güterverkehrszentrum
Flughafen
Hafen, Fährhafen, Fähre
Industriegebiet, Gewerbegebiet
Zelt- und Wohnwagenplatz
Freizeitsportanlage
Großsportanlage, Stadion
Autohof
Autobahn
Freibad
Hallenbad
Stadt-Ortszentrum
Polizeistation
- Krankenhaus
Erste Hilfe-Station
Informationsstelle
Tankstelle
Gasthaus
Verkaufskiosk
Motel, Hotel
Notrufsäule
Fernsprecher
Toiletten
Behindertentoiletten
Rollstuhlfahrersymbol

- Parkplatz
- Parkhaus, Parkgarage
- Parken und Reisen
- Auto im Reisezug
- Bahnhof
- Güterverkehrszentrum
Flughafen
Hafen, Fährhafen, Fähre
Autobahnkapelle
Personenkraftwagen
Lastkraftwagen
Kraftomnibus
Personenkraftwagen mit Anhänger
Lastkraftwagen mit Anhänger

- Industriegebiet, Gewerbegebiet
- Zelt- und Wohnwagenplatz
- Freizeitsportanlage
- Großsportanlage, Stadion
- Autohof
Autobahn
Autobahnausfahrt
Autobahnkreuz oder Autobahndreieck
Parkplatz
Werkstatt
Autohof

- Freibad
- Hallenbad
- Stadt-Ortszentrum

## (1) Gefahrzeichen nach Anlage 1 zu § 40 StVO (Nummernbereich 100 bis 199)

Zeichen 101 Gefahrstelle
Zeichen 102 Kreuzung oder Einmündung mit Vorfahrt von rechts
Zeichen 103-10 Kurve (links)
Zeichen 103-20 Kurve (rechts)
Zeichen 105-10 Doppelkurve (zunächst links)
Zeichen 105-20 Doppelkurve (zunächst rechts)
Zeichen 108-50 Gefälle (hier: 4 %)
Zeichen 110-50 Steigung (hier: 4 %)
Zeichen 112 Unebene Fahrbahn
Zeichen 114 Schleuder- oder Rutschgefahr
Zeichen 117-10 Seitenwind von rechts
Zeichen 117-20 Seitenwind von links
Zeichen 120 Verengte Fahrbahn
Zeichen 121-10 Einseitig (rechts) verengte Fahrbahn
Zeichen 121-20 Einseitig (links) verengte Fahrbahn
Zeichen 123 Arbeitsstelle
Zeichen 124 Stau
Zeichen 125 Gegenverkehr
Zeichen 131 Lichtzeichenanlage
Zeichen 133-10 Fußgänger – Aufstellung rechts
Zeichen 133-20 Fußgänger – Aufstellung links
Zeichen 136-10 Kinder – Aufstellung rechts
Zeichen 136-20 Kinder – Aufstellung links
Zeichen 138-10 Radverkehr, Aufstellung rechts
Zeichen 138-20 Radverkehr – Aufstellung links
Zeichen 142-10 Wildwechsel – Aufstellung rechts
Zeichen 142-20 Wildwechsel – Aufstellung links
Zeichen 151 Bahnübergang
Zeichen 156-10 Bahnübergang mit dreistreifiger Bake – Aufstellung rechts
Zeichen 156-11 Bahnübergang mit dreistreifiger Bake, mit Entfernungsangabe – Aufstellung rechts
Zeichen 156-20 Bahnübergang mit dreistreifiger Bake – Aufstellung links
Zeichen 156-21 Bahnübergang mit dreistreifiger Bake, mit Entfernungsangabe – Aufstellung links
Zeichen 157-10 Dreistreifige Bake – Aufstellung rechts
Zeichen 157-11 Dreistreifige Bake mit Entfernungsangabe – Aufstellung rechts
Zeichen 157-20 Dreistreifige Bake – Aufstellung links
Zeichen 157-21 Dreistreifiger Bake mit Entfernungsangabe – Aufstellung links
Zeichen 159-10 Zweistreifige Bake – Aufstellung rechts
Zeichen 159-11 Zweistreifige Bake mit Entfernungsangabe – Aufstellung rechts
Zeichen 159-20 Zweistreifige Bake – Aufstellung links
Zeichen 159-21 Zweistreifige Bake mit Entfernungsangabe – Aufstellung links
Zeichen 162-10 Einstreifige Bake – Aufstellung rechts
Zeichen 162-11 Einstreifige Bake mit Entfernungsangabe – Aufstellung rechts
Zeichen 162-20 Einstreifige Bake – Aufstellung links
Zeichen 162-21 Einstreifige Bake mit Entfernungsangabe – Aufstellung links

## (2) Vorschriftzeichen nach Anlage 2 zu § 41 StVO (Nummernbereich 200 bis 299)

Zeichen 201-50 Andreaskreuz, stehend: Dem Schienenverkehr Vorrang gewähren!
Zeichen 201-51 Andreaskreuz, stehend mit Blitzpfeil: Dem Schienenverkehr Vorrang gewähren!
Zeichen 201-52 Andreaskreuz liegend: Dem Schienenverkehr Vorrang gewähren!
Zeichen 201-53 Andreaskreuz liegend mit Blitzpfeil: Dem Schienenverkehr Vorrang gewähren!
Zeichen 205 Vorfahrt gewähren!
Zeichen 206 Halt! Vorfahrt gewähren
Zeichen 208 Vorrang des Gegenverkehrs
Zeichen 209-10 vorgeschriebene Fahrtrichtung – links
Zeichen 209-20 vorgeschriebene Fahrtrichtung – rechts
Zeichen 209-30 vorgeschriebene Fahrtrichtung – geradeaus
Zeichen 209-31 vorgeschriebene Fahrtrichtung – rechts und links
Zeichen 211-10 vorgeschriebene Fahrtrichtung – hier links
Zeichen 211-20 vorgeschriebene Fahrtrichtung – hier rechts
Zeichen 214-10 vorgeschriebene Fahrtrichtung – geradeaus und links
Zeichen 214-20 vorgeschriebene Fahrtrichtung – geradeaus oder rechts
Zeichen 215 Kreisverkehr
Zeichen 220-20 Einbahnstraße
Zeichen 222-10 vorgeschriebene Vorbeifahrt – links vorbei
Zeichen 222-20 vorgeschriebene Vorbeifahrt – rechts vorbei
Zeichen 223.1 Seitenstreifen befahren
Zeichen 223.1-50 Seitenstreifen befahren
Zeichen 223.2 Seitenstreifen nicht mehr befahren
Zeichen 223.2-50 Seitenstreifen nicht mehr befahren
Zeichen 223.3 Seitenstreifen räumen
Zeichen 223.3-50 Seitenstreifen räumen
Zeichen 224-50 Haltestellen – Straßenbahnen oder Linienbusse (einseitig)
Zeichen 224-51 Schulbushaltestelle
Zeichen 229 Taxenstand
Zeichen 229-10 Taxenstand (Anfang), Aufstellung rechts
Zeichen 229-11 Taxenstand (Ende), Aufstellung links
Zeichen 229-20 Taxenstand (Ende), Aufstellung rechts
Zeichen 229-21 Taxenstand (Anfang), Aufstellung links
Zeichen 229-30 Taxenstand (Mitte), Aufstellung rechts
Zeichen 229-31 Taxenstand (Mitte), Aufstellung links
Zeichen 237 Radweg
Zeichen 238 Reitweg
Zeichen 239 Gehweg
Zeichen 240 Gemeinsamer Geh- und Radweg
Zeichen 241-30 Getrennter Rad- und Gehweg, Radweg links
Zeichen 241-31 Getrennter Rad- und Gehweg, Radweg rechts
Zeichen 242.1 Beginn einer Fußgängerzone; bisher Zeichen 242
Zeichen 242.2 Ende einer Fußgängerzone; bisher Zeichen 243
Zeichen 244.1 Beginn einer Fahrradstraße
Zeichen 244.2 Ende einer Fahrradstraße
Zeichen 245 Bussonderfahrstreifen
Zeichen 250 Verbot für Fahrzeuge aller Art
Zeichen 251 Verbot für Kraftwagen und sonstige mehrspurige Kraftfahrzeuge
Zeichen 253 Verbot für Kraftfahrzeuge mit einem zulässigen Gesamtgewicht über 3,5 t, einschließlich ihrer Anhänger, und Zugmaschinen, ausgenommen Personenkraftwagen und Kraftomnibusse
Zeichen 254 Verbot für Radverkehr
Zeichen 255 Verbot für Krafträder, auch mit Beiwagen, Kleinkrafträder und Mofas
Zeichen 256 Verbot für Mofas
Zeichen 258 Verbot für Reiter
Zeichen 259 Verbot für Fußgänger
Zeichen 260 Verbot für Krafträder, auch mit Beiwagen, Kleinkrafträder und Mofas sowie für Kraftwagen und sonstige mehrspurige Kraftfahrzeuge
Zeichen 261 Verbot für kennzeichnungspflichtige Kraftfahrzeuge mit gefährlichen Gütern
Zeichen 262 Verbot für Fahrzeuge über angegebene tatsächliche Masse
Zeichen 263 Verbot für Fahrzeuge über der angegebenen tatsächliche Achslast
Zeichen 264 Verbot für Fahrzeuge über der angegebenen tatsächlichen Breite einschließlich Außenspiegel und Ladung
Zeichen 265 Verbot für Fahrzeuge über angegebene tatsächliche Höhe
Zeichen 266 Verbot für Fahrzeuge und Züge über angegebene Länge einschließlich Ladung
Zeichen 267 Verbot der Einfahrt
Zeichen 268 Schneeketten vorgeschrieben
Zeichen 269 Verbot für Fahrzeuge mit wassergefährdender Ladung
Zeichen 270.1 Beginn eines Verkehrsverbots zur Verminderung schädlicher Luftverunreinigungen in einer Zone
Zeichen 270.2 Ende eines Verkehrsverbots zur Verminderung schädlicher Luftverunreinigungen in einer Zone
Zeichen 272 Verbot des Wendens
Zeichen 273 Verbot des Unterschreitens des angegebenen Mindestabstands
Zeichen 274-56 Zulässige Höchstgeschwindigkeit
Zeichen 274.1 Beginn einer Tempo 30-Zone
Zeichen 274.1-20 Beginn einer Tempo 20-Zone
Zeichen 274.2 Ende einer Tempo 30-Zone
Zeichen 274.2-20 Ende einer Tempo 20-Zone
Zeichen 275 Vorgeschriebene Mindestgeschwindigkeit
Zeichen 276 Überholverbot für Kraftfahrzeuge aller Art
Zeichen 277 Überholverbot für Kraftfahrzeuge mit einer zulässigen Gesamtmasse über 3,5 t, einschließlich ihrer Anhänger, und für Zugmaschinen. Ausgenommen Personenkraftwagen und Kraftomnibusse
Zeichen 278 Ende der zulässigen Höchstgeschwindigkeit
Zeichen 279 Ende der vorgeschriebenen Mindestgeschwindigkeit
Zeichen 280 Ende des Überholverbotes für Kraftfahrzeuge aller Art
Zeichen 281 Ende des Überholverbotes für Kraftfahrzeuge mit einer zulässigen Gesamtmasse über 3,5 t, einschließlich ihrer Anhänger, und für Zugmaschinen. Ausgenommen Personenkraftwagen und Kraftomnibusse
Zeichen 282 Ende sämtlicher streckenbezogener Geschwindigkeitsbeschränkungen und Überholverbote
Zeichen 283-10 Absolutes Haltverbot, Anfang
Zeichen 283-20 Absolutes Haltverbot, Ende
Zeichen 283-30 Absolutes Haltverbot, Mitte
Zeichen 283-50 Absolutes Haltverbot
Zeichen 286-10 Eingeschränktes Haltverbot, Anfang
Zeichen 286-20 Eingeschränktes Haltverbot, Ende
Zeichen 286-30 Eingeschränktes Haltverbot, Mitte
Zeichen 286-50 Eingeschränktes Haltverbot
Zeichen 290.1 Beginn eines eingeschränkten Haltverbotes für eine Zone
Zeichen 290.2 Ende eines eingeschränkten Haltverbotes für eine Zone
Zeichen 293 Fußgängerüberweg
Zeichen 294 Haltlinie
Zeichen 295 Fahrstreifenbegrenzung und Fahrbahnbegrenzung
Zeichen 296 Einseitige Fahrstreifenbegrenzung
Zeichen 297 Pfeilmarkierungen
Zeichen 297.1 Vorankündigungspfeil
Zeichen 298 Sperrfläche
Zeichen 299 Grenzmarkierung für Halt- oder Parkverbote

## (3) Richtzeichen nach Anlage 3 zu § 42 StVO (Nummernbereich 300 bis 500)

Zeichen 301 Vorfahrt
Zeichen 306 Vorfahrtstraße
Zeichen 307 Ende der Vorfahrtstraße
Zeichen 308 Vorrang vor dem Gegenverkehr
Zeichen 310-50 Ortstafel (Vorderseite) mit Kreis
Zeichen 310-51 Ortstafel (Vorderseite) mit Stadt
Zeichen 310-52 Ortstafel (Vorderseite) mit Stadtteil
Zeichen 311-50 Ortstafel einseitig, Rückseite aus zwei gelbgrundigen Feldern
Zeichen 311-51 Ortstafel einseitig, Rückseite aus je einem weiß- und gelbgrundigen Feld
Zeichen 313-50 Ortsteiltafel einzeilig
Zeichen 313-51 Ortsteiltafel zweizeilig
Zeichen 314-50 Parkplatz
Zeichen 314-10 Parkplatz (Anfang)
Zeichen 314-20 Parkplatz (Ende)
Zeichen 314.1 Beginn einer Parkraumbewirtschaftungszone
Zeichen 314.2 Ende einer Parkraumbewirtschaftungszone
Zeichen 315-50 Parken auf Gehwegen – halb in Fahrtrichtung links
Zeichen 315-51 Parken auf Gehwegen – halb in Fahrtrichtung links (Anfang); bisher Zeichen 315-52
Zeichen 315-52 Parken auf Gehwegen – halb in Fahrtrichtung links (Ende); bisher Zeichen 315-51
Zeichen 315-52 Parken auf Gehwegen – halb in Fahrtrichtung links (Mitte)
Zeichen 315-55 Parken auf Gehwegen – halb in Fahrtrichtung rechts
Zeichen 315-56 Parken auf Gehwegen – halb in Fahrtrichtung rechts (Anfang)
Zeichen 315-57 Parken auf Gehwegen – halb in Fahrtrichtung rechts (Ende)
Zeichen 315-58 Parken auf Gehwegen – halb in Fahrtrichtung rechts (Mitte)
Zeichen 315-60 Parken auf Gehwegen – ganz in Fahrtrichtung links
Zeichen 315-61 Parken auf Gehwegen – ganz in Fahrtrichtung links, (Anfang); bisher Zeichen 315-62
Zeichen 315-62 Parken auf Gehwegen – ganz in Fahrtrichtung links (Ende); bisher Zeichen 315-61
Zeichen 315-63 Parken auf Gehwegen – ganz in Fahrtrichtung links (Mitte)
Zeichen 315-65 Parken auf Gehwegen – ganz in Fahrtrichtung rechts
Zeichen 315-66 Parken auf Gehwegen – ganz in Fahrtrichtung rechts (Anfang)
Zeichen 315-67 Parken auf Gehwegen – ganz in Fahrtrichtung rechts (Ende)
Zeichen 315-68 Parken auf Gehwegen – ganz in Fahrtrichtung rechts (Mitte)
Zeichen 315-70 Parken auf Gehwegen – halb quer zur Fahrtrichtung links
Zeichen 315-71 Parken auf Gehwegen – halb quer zur Fahrtrichtung links (Anfang)
Zeichen 315-72 Parken auf Gehwegen – halb quer zur Fahrtrichtung links (Ende)
Zeichen 315-73 Parken auf Gehwegen – halb quer zur Fahrtrichtung links (Mitte)
Zeichen 315-75 Parken auf Gehwegen – halb quer zur Fahrtrichtung rechts
Zeichen 315-76 Parken auf Gehwegen – halb quer zur Fahrtrichtung rechts (Anfang)
Zeichen 315-77 Parken auf Gehwegen – halb quer zur Fahrtrichtung rechts (Ende)
Zeichen 315-78 Parken auf Gehwegen – halb quer zur Fahrtrichtung rechts (Mitte)
Zeichen 315-80 Parken auf Gehwegen – ganz quer zur Fahrtrichtung links
Zeichen 315-81 Parken auf Gehwegen – ganz quer zur Fahrtrichtung links (Anfang)
Zeichen 315-81 Parken auf Gehwegen – ganz quer zur Fahrtrichtung links (Ende)
Zeichen 315-83 Parken auf Gehwegen – ganz quer zur Fahrtrichtung links (Mitte)
Zeichen 315-85 Parken auf Gehwegen – ganz quer zur Fahrtrichtung rechts
Zeichen 315-86 Parken auf Gehwegen – ganz quer zur Fahrtrichtung rechts (Anfang)
Zeichen 315-87 Parken auf Gehwegen – ganz quer zur Fahrtrichtung rechts (Ende)
Zeichen 315-88 Parken auf Gehwegen – ganz quer zur Fahrtrichtung rechts (Mitte)
Zeichen 316 Parken und Reisen
Zeichen 317 Wandererparkplatz
Zeichen 318 Parkscheibe
Zeichen 325.1 Beginn eines verkehrsberuhigten Bereichs
Zeichen 325.2 Ende eines verkehrsberuhigten Bereichs
Zeichen 327 Tunnel
Zeichen 327-50 Tunnel, mit Längenangabe in m
Zeichen 328 Nothalte- und Pannenbucht
Zeichen 330.1 Autobahn
Zeichen 330.2 Ende der Autobahn
Zeichen 331.1 Kraftfahrstraße
Zeichen 331.2 Ende der Kraftfahrstraße
Zeichen 332-20 Ausfahrt von der Autobahn
Zeichen 332-21 Ausfahrt von anderen Straßen
Zeichen 333-20 Ausfahrt von der Autobahn
Zeichen 333-21 Ausfahrt von anderen Straßen
Zeichen 333-22 Ausfahrt nach innerörtlichen Zielen
Zeichen 340 Leitlinie
Zeichen 341 Wartelinie
Zeichen 350-10 Fußgängerüberweg (Rechtsaufstellung) einseitig
Zeichen 350-20 Fußgängerüberweg (Linksaufstellung) einseitig
Zeichen 354 Wasserschutzgebiet
Zeichen 356 Verkehrshelfer
Zeichen 357 Sackgasse
Zeichen 357-50 für Radverkehr und Fußgänger durchlässige Sackgasse
Zeichen 357-51 für Fußgänger durchlässige Sackgasse
Zeichen 357-52 für Radverkehr durchlässige Sackgasse
Zeichen 358 Erste Hilfe
Zeichen 363 Polizei
Zeichen 365-50 Fernsprecher; bisher Zeichen 360-50
Zeichen 365-51 Notrufsäule
Zeichen 365-52 Tankstelle; bisher Zeichen 361-50
Zeichen 365-53 Autogastankstelle (LPG – Liquid Petroleum Gas)
Zeichen 365-54 Erdgastankstelle (CNG – Compressed Natural Gas)
Zeichen 365-55 Autobahnhotel; bisher Zeichen 375
Zeichen 365-56 Autobahngasthaus; bisher Zeichen 376
Zeichen 365-57 Autobahnkiosk; bisher Zeichen 377
Zeichen 365-58 Toilette; bisher Zeichen 378
Zeichen 365-59 Autobahnkapelle; neues Zeichen
Zeichen 365-60 Zelt- und Wohnwagenplatz; bisher Zeichen 366
Zeichen 365-61 Informationsstelle; bisher Zeichen 367
Zeichen 365-62 Pannenhilfe; bisher Zeichen 359
Zeichen 365-63 Fußgängerunterführung; bisher Zeichen 355-10
Zeichen 365-64 Fußgängerunterführung; bisher Zeichen 355-11
Zeichen 385-50 Ortshinweistafel, einzeilig
Zeichen 385-51 Ortshinweistafel, zweizeilig
Zeichen 386.1 Touristischer Hinweis
Zeichen 386.1-10 Touristischer Hinweis als Wegweiser – Wegweiser linksweisend; neues Zeichen
Zeichen 386.1-11 Touristischer Hinweis als Wegweiser – Vorwegweiser linksweisend; neues Zeichen
Zeichen 386.1-12 Touristischer Hinweis als Wegweiser – Pfeilwegweiser linksweisend; neues Zeichen
Zeichen 386.1-20 Touristischer Hinweis als Wegweiser – Wegweiser rechtsweisend; neues Zeichen
Zeichen 386.1-21 Touristischer Hinweis als Wegweiser – Vorwegweiser rechtsweisend; neues Zeichen
Zeichen 386.1-22 Touristischer Hinweis als Wegweiser – Pfeilwegweiser rechtsweisend; neues Zeichen
Zeichen 386.1-30 Touristischer Hinweis als Wegweiser – Wegweiser geradeaus; neues Zeichen
Zeichen 386.1-31 Touristischer Hinweis als Wegweiser – Vorwegweiser geradeaus; neues Zeichen
Zeichen 386.1-32 Touristischer Hinweis mit Bezugsziel „in“; neues Zeichen
Zeichen 386.1-33 Touristischer Hinweis mit Bezugsziel „via“; neues Zeichen
Zeichen 386.1-33 Touristischer Hinweis mit Bezugsziel „Richtung …“; neues Zeichen
Zeichen 386.1-50 Touristischer Hinweis Fluss oder Kanal (einzeilig); bisher Zeichen 386-53
Zeichen 386.1-51 Touristischer Hinweis Fluss oder Kanal (zweizeilig); bisher Zeichen 386-54
Zeichen 386.2 Touristische Route; bisher Zeichen 386-50
Zeichen 386.2-10 Touristische Route, Wegweiser linksweisend; neues Zeichen
Zeichen 386.2-20 Touristische Route, Wegweiser rechtsweisend; neues Zeichen
Zeichen 386.2-30 Touristischer Hinweis mit Bezugsziel „Richtung …“; neues Zeichen
Zeichen 386.3 Touristische Unterrichtungstafel; bisher Zeichen 386-52
Zeichen 386.3-50 Touristische Unterrichtungstafel, Erinnerungstafel gemäß „Brocken-Erklärung“
Zeichen 389 Seitenstreifen für Fahrzeuge mit einer zulässigen Gesamtmasse über 3,5 t und Zugmaschinen nicht befahrbar
Zeichen 390 Mautpflicht nach dem Bundesfernstraßenmautgesetz
Zeichen 391 Mautpflichtige Strecke
Zeichen 392 Zollstelle
Zeichen 393 Informationstafel an Grenzübergangsstellen
Zeichen 394 Laternenring (selbstklebende Folie)
Zeichen 394-50 Laternenring (Schild für Laternen)
Zeichen 401 (Nummernschild für) Bundesstraßen
Zeichen 405 (Nummernschild für) Autobahnen
Zeichen 406-50 Knotenpunkte der Autobahnen (ein- oder zweistellige Nummer); bisher Zeichen 406
Zeichen 406-51 Knotenpunkte der Autobahnen (drei oder mehrstellige Nummer); neues Zeichen
Zeichen 410 (Nummernschild für) Europastraßen
Zeichen 415-20 Pfeilwegweiser auf Bundesstraßen – linksweisend
Zeichen 415-20 Pfeilwegweiser auf Bundesstraßen – rechtsweisend
Zeichen 415-10 Pfeilwegweiser auf Bundesstraßen – linksweisend
Zeichen 415-20 Pfeilwegweiser auf Bundesstraßen – rechtsweisend
Zeichen 418-10 Pfeilwegweiser auf sonstigen Straßen mit größerer Verkehrsbedeutung – linksweisend
Zeichen 418-20 Pfeilwegweiser auf sonstigen Straßen mit größerer Verkehrsbedeutung – rechtsweisend
Zeichen 419-10 Pfeilwegweiser auf sonstigen Straßen mit geringerer Verkehrsbedeutung – linksweisend
Zeichen 419-20 Pfeilwegweiser auf sonstigen Straßen mit geringerer Verkehrsbedeutung – rechtsweisend
Zeichen 421-10 Pfeilwegweiser für bestimmte Verkehrsarten „KFZ mit einer zulässigen Gesamtmasse über 3,5 t“ – linksweisend
Zeichen 421-20 Pfeilwegweiser für bestimmte Verkehrsarten „KFZ mit einer zulässigen Gesamtmasse über 3,5 t“ – rechtsweisend
Zeichen 421-11 Pfeilwegweiser für bestimmte Verkehrsarten „kennzeichnungspflichtige Fahrzeuge mit gefährlichen Gütern“ – linksweisend
Zeichen 421-21 Pfeilwegweiser für bestimmte Verkehrsarten „kennzeichnungspflichtige Fahrzeuge mit gefährlichen Gütern“ – rechtsweisend
Zeichen 421-12 Pfeilwegweiser für bestimmte Verkehrsarten „Fahrzeuge mit wassergefährdender Ladung“ – linksweisend
Zeichen 421-22 Pfeilwegweiser für bestimmte Verkehrsarten „Fahrzeuge mit wassergefährdender Ladung“ – rechtsweisend
Zeichen 422-10 Wegweiser für bestimmte Verkehrsarten „KFZ mit einer zulässigen Gesamtmasse über 3,5 t“ – hier links; neues Zeichen
Zeichen 422-11 Wegweiser für bestimmte Verkehrsarten „KFZ mit einer zulässigen Gesamtmasse über 3,5 t“ – links einordnen; neues Zeichen
Zeichen 422-20 Wegweiser für bestimmte Verkehrsarten „KFZ mit einer zulässigen Gesamtmasse über 3,5 t“ – hier rechts; neues Zeichen
Zeichen 422-21 Wegweiser für bestimmte Verkehrsarten „KFZ mit einer zulässigen Gesamtmasse über 3,5 t“ – rechts einordnen; neues Zeichen
Zeichen 422-30 Wegweiser für bestimmte Verkehrsarten „KFZ mit einer zulässigen Gesamtmasse über 3,5 t“ – geradeaus; bisher Zeichen 442-31
Zeichen 422-12 Wegweiser für bestimmte Verkehrsarten „kennzeichnungspflichtige Fahrzeuge mit gefährlichen Gütern“ – hier links; neues Zeichen
Zeichen 422-13 Wegweiser für bestimmte Verkehrsarten „kennzeichnungspflichtige Fahrzeuge mit gefährlichen Gütern“ – links einordnen; neues Zeichen
Zeichen 422-22 Wegweiser für bestimmte Verkehrsarten „kennzeichnungspflichtige Fahrzeuge mit gefährlichen Gütern“ – hier rechts; neues Zeichen
Zeichen 422-23 Wegweiser für bestimmte Verkehrsarten „kennzeichnungspflichtige Fahrzeuge mit gefährlichen Gütern“ – rechts einordnen; neues Zeichen
Zeichen 422-31 Wegweiser für bestimmte Verkehrsarten „kennzeichnungspflichtige Fahrzeuge mit gefährlichen Gütern“ – geradeaus; neues Zeichen
Zeichen 422-14 Wegweiser für bestimmte Verkehrsarten „Fahrzeuge mit wassergefährdender Ladung“ – hier links; neues Zeichen
Zeichen 422-15 Wegweiser für bestimmte Verkehrsarten „Fahrzeuge mit wassergefährdender Ladung“ – links einordnen; neues Zeichen
Zeichen 422-24 Wegweiser für bestimmte Verkehrsarten „Fahrzeuge mit wassergefährdender Ladung“ – hier rechts; neues Zeichen
Zeichen 422-25 Wegweiser für bestimmte Verkehrsarten „Fahrzeuge mit wassergefährdender Ladung“ – rechts einordnen; neues Zeichen
Zeichen 422-32 Wegweiser für bestimmte Verkehrsarten „Fahrzeuge mit wassergefährdender Ladung“ – geradeaus; neues Zeichen
Zeichen 430-10 Pfeilwegweiser zur Autobahn – linksweisend
Zeichen 430-20 Pfeilwegweiser zur Autobahn – rechtsweisend
Zeichen 432-10 Pfeilwegweiser zu innerörtlichen Zielen und zu Einrichtungen mit erheblicher Verkehrsbedeutung – linksweisend
Zeichen 432-20 Pfeilwegweiser zu innerörtlichen Zielen und zu Einrichtungen mit erheblicher Verkehrsbedeutung – rechtsweisend
Zeichen 434 Tabellenwegweiser
Zeichen 434-52 Tabellenwegweiser, aufgelöste Form (nur innerorts) mit Bundesstraßennummer; neues Zeichen
Zeichen 434-53 Tabellenwegweiser, aufgelöste Form (nur innerorts) ohne Bundesstraßennummer; neues Zeichen
Zeichen 437 Straßennamensschild
Zeichen 438 Vorwegweiser
Zeichen 439 Gegliederter Vorwegweiser
Zeichen 440 Vorwegweiser zur Autobahn
Zeichen 441 Gegliederter Vorwegweiser zur Autobahn
Zeichen 442-10 Vorwegweiser für bestimmte Verkehrsarten „KFZ mit einer zulässigen Gesamtmasse über 3,5 t“ – linksweisend; bisher Zeichen 442-11
Zeichen 442-20 Vorwegweiser für bestimmte Verkehrsarten „KFZ mit einer zulässigen Gesamtmasse über 3,5 t“ – rechtsweisend; bisher Zeichen 442-21
Zeichen 442-30 Vorwegweiser für bestimmte Verkehrsarten „KFZ mit einer zulässigen Gesamtmasse über 3,5 t“ – geradeaus; bisher Zeichen 442-31
Zeichen 442-11 Vorwegweiser für bestimmte Verkehrsarten „kennzeichnungspflichtige Fahrzeuge mit gefährlichen Gütern“ – linksweisend; bisher Zeichen 442-12
Zeichen 442-21 Vorwegweiser für bestimmte Verkehrsarten „kennzeichnungspflichtige Fahrzeuge mit gefährlichen Gütern“ – rechtsweisend; bisher Zeichen 442-22
Zeichen 442-31 Vorwegweiser für bestimmte Verkehrsarten „kennzeichnungspflichtige Fahrzeuge mit gefährlichen Gütern“ – geradeaus; bisher Zeichen 442-32
Zeichen 422-12 Vorwegweiser für bestimmte Verkehrsarten „kennzeichnungspflichtige Fahrzeuge mit gefährlichen Gütern“ – linksweisend; bisher Zeichen 442-13
Zeichen 422-22 Vorwegweiser für bestimmte Verkehrsarten „kennzeichnungspflichtige Fahrzeuge mit gefährlichen Gütern“ – rechtsweisend; bisher Zeichen 442-23
Zeichen 422-32 Vorwegweiser für bestimmte Verkehrsarten „kennzeichnungspflichtige Fahrzeuge mit gefährlichen Gütern“ – geradeaus; bisher Zeichen 442-33
Zeichen 448 Ankündigungstafel
Zeichen 448-50 Ankündigungstafel auf anderen Straßen außerhalb von Autobahnen
Zeichen 448.1 Ankündigungstafel für einen Autohof
Zeichen 449 Vorwegweiser auf Autobahnen
Zeichen 450-50 Ankündigungsbake einstreifig (100 m)
Zeichen 450-51 Ankündigungsbake zweistreifig (200 m)
Zeichen 450-52 Ankündigungsbake dreistreifig (300 m)
Zeichen 450-53 Ankündigungsbake einstreifig (100 m, gelb)
Zeichen 450-54 Ankündigungsbake zweistreifig (200 m, gelb)
Zeichen 450-55 Ankündigungsbake dreistreifig (300 m, gelb)
Zeichen 453 Entfernungstafel auf Autobahnen
Zeichen 454-10 Umleitungswegweiser, linksweisend
Zeichen 454-20 Umleitungswegweiser, rechtsweisend
Zeichen 455.1-10 Ankündigung oder Fortsetzung der Umleitung, Vorankündigung links; überarbeitetes Zeichen 455-10
Zeichen 455.1-10 Ankündigung oder Fortsetzung der Umleitung, hier links; überarbeitetes Zeichen 455-11
Zeichen 455.1-12 Ankündigung oder Fortsetzung der Umleitung, links einordnen; überarbeitetes Zeichen 455-12
Zeichen 455.1-20 Ankündigung oder Fortsetzung der Umleitung, Vorankündigung rechts; überarbeitetes Zeichen 455-20
Zeichen 455.1-21 Ankündigung oder Fortsetzung der Umleitung, hier rechts; überarbeitetes Zeichen 455-21
Zeichen 455.1-22 Ankündigung oder Fortsetzung der Umleitung, rechts einordnen; überarbeitetes Zeichen 455-22
Zeichen 455.1-30 Ankündigung oder Fortsetzung der Umleitung, Vorankündigung geradeaus; überarbeitetes Zeichen 455-30
Zeichen 455.2 Ende der Umleitung
Zeichen 457.1 Umleitungsankündigung
Zeichen 457.2 Ende der Umleitung
Zeichen 458 Planskizze
Zeichen 460-10 Bedarfsumleitung, linksweisend
Zeichen 460-11 Bedarfsumleitung, rechts vorbei
Zeichen 460-12 Bedarfsumleitung, hier links
Zeichen 460-20 Bedarfsumleitung, rechtsweisend
Zeichen 460-21 Bedarfsumleitung, links vorbei
Zeichen 460-22 Bedarfsumleitung, hier rechts
Zeichen 460-30 Bedarfsumleitung geradeaus
Zeichen 466 Weiterführende Bedarfsumleitung
Zeichen 467.1-10 Umlenkungspfeil (Streckenempfehlung) linksweisend
Zeichen 467.1-20 Umlenkungspfeil (Streckenempfehlung) rechtsweisend
Zeichen 467.1-30 Umlenkungspfeil (Streckenempfehlung) geradeaus
Zeichen 467.2 Ende einer Streckenempfehlung

## (4) Varianten der Verkehrslenkungstafel nach Zeichen 500 (Nummern 501 bis 599)

Zeichen 505-11 Überleitungstafel – ohne Gegenverkehr und mit integriertem Zeichen 264 StVO – zweistreifig nach links
Zeichen 505-12 Überleitungstafel – ohne Gegenverkehr und mit integriertem Zeichen 264 auf Autobahnen – zweistreifig nach links
Zeichen 505-21 Überleitungstafel – ohne Gegenverkehr und mit integriertem Zeichen 264 StVO außerhalb der Autobahn – zweistreifig nach rechts
Zeichen 505-22 Überleitungstafel – ohne Gegenverkehr und mit integriertem Zeichen 264 StVO auf Autobahnen – zweistreifig nach rechts

Zeichen 511-10 Verschwenkungstafel – ohne Gegenverkehr – einstreifig nach links
Zeichen 511-11 Verschwenkungstafel – ohne Gegenverkehr – zweistreifig nach links
Zeichen 511-12 Verschwenkungstafel – ohne Gegenverkehr – dreistreifig nach links
Zeichen 511-20 Verschwenkungstafel – ohne Gegenverkehr – einstreifig nach rechts
Zeichen 511-21 Verschwenkungstafel – ohne Gegenverkehr – zweistreifig nach rechts
Zeichen 511-22 Verschwenkungstafel – ohne Gegenverkehr – dreistreifig nach rechts

Zeichen 513-10 Verschwenkungstafel; kurze Verschwenkung – Darstellung ohne Gegenverkehr – einstreifig nach links
Zeichen 513-11 Verschwenkungstafel; kurze Verschwenkung – Darstellung ohne Gegenverkehr – zweistreifig nach links
Zeichen 513-20 Verschwenkungstafel; kurze Verschwenkung – Darstellung ohne Gegenverkehr – einstreifig nach rechts
Zeichen 513-21 Verschwenkungstafel; kurze Verschwenkung – Darstellung ohne Gegenverkehr – zweistreifig nach rechts
Zeichen 514-10 Verschwenkungstafel; kurze Verschwenkung – Darstellung mit Gegenverkehr – einstreifig nach links
Zeichen 514-20 Verschwenkungstafel; kurze Verschwenkung – Darstellung mit Gegenverkehr – einstreifig nach rechts

Zeichen 515-11 Verschwenkungstafel – ohne Gegenverkehr und mit integriertem Zeichen 264 StVO außerhalb der Autobahn: zweistreifig nach links
Zeichen 515-12 Verschwenkungstafel – ohne Gegenverkehr und mit integriertem Zeichen 264 StVO auf Autobahnen – zweistreifig nach links
Zeichen 515-13 Verschwenkungstafel – ohne Gegenverkehr und mit integriertem Zeichen 264 StVO – dreistreifig nach links
Zeichen 515-21 Verschwenkungstafel – ohne Gegenverkehr und mit integriertem Zeichen 264 StVO außerhalb der Autobahn – zweistreifig nach rechts
Zeichen 515-22 Verschwenkungstafel – ohne Gegenverkehr und mit integriertem Zeichen 264 StVO auf Autobahnen – zweistreifig nach rechts
Zeichen 515-23 Verschwenkungstafel – ohne Gegenverkehr und mit integriertem Zeichen 264 StVO – dreistreifig nach rechts

Zeichen 521-30 Fahrstreifentafel – ohne Gegenverkehr – zweistreifig in Fahrtrichtung
Zeichen 521-31 Fahrstreifentafel – ohne Gegenverkehr – dreistreifig in Fahrtrichtung
Zeichen 521-32 Fahrstreifentafel – ohne Gegenverkehr – vierstreifig in Fahrtrichtung
Zeichen 521-33 Fahrstreifentafel – ohne Gegenverkehr – fünfstreifig in Fahrtrichtung

Zeichen 522-30 Fahrstreifentafel – mit Gegenverkehr – einstreifig in Fahrtrichtung und einstreifig in Gegenrichtung
Zeichen 522-31 Fahrstreifentafel – mit Gegenverkehr – zweistreifig in Fahrtrichtung und einstreifig in Gegenrichtung
Zeichen 522-32 Fahrstreifentafel – mit Gegenverkehr – einstreifig in Fahrtrichtung und zweistreifig in Gegenrichtung
Zeichen 522-33 Fahrstreifentafel – mit Gegenverkehr – zweistreifig in Fahrtrichtung und zweistreifig in Gegenrichtung
Zeichen 522-34 Fahrstreifentafel – mit Gegenverkehr – dreistreifig in Fahrtrichtung und zweistreifig in Gegenrichtung
Zeichen 522-35 Fahrstreifentafel – mit Gegenverkehr – zweistreifig in Fahrtrichtung und dreistreifig in Gegenrichtung
Zeichen 522-36 Fahrstreifentafel – mit Gegenverkehr – dreistreifig in Fahrtrichtung und dreistreifig in Gegenrichtung

Zeichen 525-31 Fahrstreifentafel; Darstellung ohne Gegenverkehr und mit integriertem Zeichen 275 StVO: drei Fahrstreifen in Fahrtrichtung

Zeichen 526-31 Fahrstreifentafel – mit Gegenverkehr und mit integriertem Zeichen 275 – zweistreifig in Fahrtrichtung und einstreifig in Gegenrichtung; außerhalb der Autobahn
Zeichen 526-33 Fahrstreifentafel – mit Gegenverkehr und mit integriertem Zeichen 275 – zweistreifig in Fahrtrichtung und zweistreifig in Gegenrichtung

Zeichen 531-10 Einengungstafel – ohne Gegenverkehr – Einzug rechts, noch 1 Fahrstreifen
Zeichen 531-11 Einengungstafel – ohne Gegenverkehr – Einzug rechts, noch 2 Fahrstreifen
Zeichen 531-12 Einengungstafel – ohne Gegenverkehr – Einzug rechts, noch 3 Fahrstreifen
Zeichen 531-13 Einengungstafel – ohne Gegenverkehr – Einzug rechts, noch 4 Fahrstreifen
Zeichen 531-20 Einengungstafel – ohne Gegenverkehr – Einzug links, noch 1 Fahrstreifen
Zeichen 531-21 Einengungstafel – ohne Gegenverkehr – Einzug links, noch 2 Fahrstreifen
Zeichen 531-22 Einengungstafel – ohne Gegenverkehr – Einzug links, noch 3 Fahrstreifen
Zeichen 531-23 Einengungstafel – ohne Gegenverkehr – Einzug links, noch 4 Fahrstreifen

Zeichen 532-10 Einengungstafel – mit Gegenverkehr – Einzug rechts, noch 1 Fahrstreifen und 1 Fahrstreifen in Gegenrichtung
Zeichen 532-20 Einengungstafel – mit Gegenverkehr – Einzug links, noch 1 Fahrstreifen und 1 Fahrstreifen in Gegenrichtung
Zeichen 532-21 Einengungstafel – mit Gegenverkehr – Einzug links, noch 1 Fahrstreifen und 2 Fahrstreifen in Gegenrichtung

Zeichen 533-20 Trennungstafel – ohne Gegenverkehr – zweistreifig durchgehend und einstreifig rechts ab; neues Zeichen
Zeichen 533-21 Trennungstafel – ohne Gegenverkehr – dreistreifig durchgehend und einstreifig rechts ab; neues Zeichen
Zeichen 533-21 Trennungstafel – ohne Gegenverkehr – zweistreifig durchgehend und zweistreifig rechts ab; neues Zeichen

Zeichen 535-11 Einengungstafel – ohne Gegenverkehr mit integriertem Zeichen 279 StVO; Einzug rechts, noch 2 Fahrstreifen in Fahrtrichtung
Zeichen 535-21 Einengungstafel – ohne Gegenverkehr mit integriertem Zeichen 279 StVO; Einzug links, noch 2 Fahrstreifen in Fahrtrichtung

Zeichen 536-20 Einengungstafel – ohne Gegenverkehr mit integriertem Zeichen 279 – Einzug links, noch 1 Fahrstreifen und 1 Fahrstreifen in Gegenrichtung
Zeichen 536-21 Einengungstafel – ohne Gegenverkehr mit integriertem Zeichen 279 – Einzug links, noch 1 Fahrstreifen und 2 Fahrstreifen in Gegenrichtung

Zeichen 541-10 Aufweitungstafel – ohne Gegenverkehr – 1-streifig plus Fahrstreifen links
Zeichen 541-11 Aufweitungstafel – ohne Gegenverkehr – 2-streifig plus Fahrstreifen links
Zeichen 541-20 Aufweitungstafel – ohne Gegenverkehr – 1-streifig plus Fahrstreifen rechts
Zeichen 541-21 Aufweitungstafel – ohne Gegenverkehr – 2-streifig plus Fahrstreifen rechts

Zeichen 542-10 Aufweitungstafel – mit Gegenverkehr; 1-streifig plus Fahrstreifen links und 1 Fahrstreifen in Gegenrichtung
Zeichen 542-11 Aufweitungstafel – mit Gegenverkehr; 1-streifig plus Fahrstreifen links und 2 Fahrstreifen in Gegenrichtung

Zeichen 545-11 Aufweitungstafel – ohne Gegenverkehr mit integriertem Zeichen 275 – zweistreifig plus Fahrstreifen links

Zeichen 546-10 Aufweitungstafel – mit Gegenverkehr mit integriertem Zeichen 275 – einstreifig plus Fahrstreifen links und 1 Fahrstreifen in Gegenrichtung; außerhalb der Autobahn
Zeichen 546-11 Aufweitungstafel – mit Gegenverkehr mit integriertem Zeichen 275 – einstreifig plus Fahrstreifen links und 2 Fahrstreifen in Gegenrichtung; außerhalb der Autobahn

Zeichen 551-20 Zusammenführungstafel – an einmündender Strecke – einstreifig einmündend plus einstreifig durchgehend
Zeichen 551-21 Zusammenführungstafel – an einmündender Strecke – einstreifig einmündend plus zweistreifig durchgehend
Zeichen 551-22 Zusammenführungstafel – an einmündender Strecke – zweistreifig einmündend plus zweistreifig durchgehend
Zeichen 551-23 Zusammenführungstafel – an einmündender Strecke – zweistreifig einmündend plus dreistreifig durchgehend

Zeichen 590-10 Blockumfahrung rechts, links, links
Zeichen 590-11 Blockumfahrung rechts, rechts, rechts

Zeichen 501-10 Überleitungstafel – ohne Gegenverkehr – einstreifig nach links
Zeichen 501-11 Überleitungstafel – ohne Gegenverkehr – zweistreifig nach links
Zeichen 501-12 Überleitungstafel – ohne Gegenverkehr – dreistreifig nach links
Zeichen 501-13 Überleitungstafel – ohne Gegenverkehr – zweistreifig nach links, ein Fahrstreifen übergeleitet; neues Zeichen
Zeichen 501-14 Überleitungstafel – ohne Gegenverkehr – dreistreifig nach links, ein Fahrstreifen übergeleitet; neues Zeichen
Zeichen 501-15 Überleitungstafel – ohne Gegenverkehr – einstreifig nach links und einstreifig geradeaus
Zeichen 501-16 Überleitungstafel – ohne Gegenverkehr – einstreifig nach links und zweistreifig geradeaus
Zeichen 501-17 Überleitungstafel – ohne Gegenverkehr – zweistreifig nach links und einstreifig geradeaus
Zeichen 501-20 Überleitungstafel – ohne Gegenverkehr – einstreifig nach rechts
Zeichen 501-21 Überleitungstafel – ohne Gegenverkehr – zweistreifig nach rechts
Zeichen 501-22 Überleitungstafel – ohne Gegenverkehr – dreistreifig nach rechts
Zeichen 501-23 Überleitungstafel – ohne Gegenverkehr – zweistreifig nach rechts, ein Fahrstreifen übergeleitet; neues Zeichen
Zeichen 501-24 Überleitungstafel – ohne Gegenverkehr – dreistreifig nach rechts, ein Fahrstreifen übergeleitet; neues Zeichen

- Zeichen 505-11
Überleitungstafel – ohne Gegenverkehr und mit integriertem Zeichen 264 StVO – zweistreifig nach links
- Zeichen 505-12
Überleitungstafel – ohne Gegenverkehr und mit integriertem Zeichen 264 auf Autobahnen – zweistreifig nach links
- Zeichen 505-21
Überleitungstafel – ohne Gegenverkehr und mit integriertem Zeichen 264 StVO außerhalb der Autobahn – zweistreifig nach rechts
- Zeichen 505-22
Überleitungstafel – ohne Gegenverkehr und mit integriertem Zeichen 264 StVO auf Autobahnen – zweistreifig nach rechts

- Zeichen 511-10
Verschwenkungstafel – ohne Gegenverkehr – einstreifig nach links
- Zeichen 511-11
Verschwenkungstafel – ohne Gegenverkehr – zweistreifig nach links
- Zeichen 511-12
Verschwenkungstafel – ohne Gegenverkehr – dreistreifig nach links
- Zeichen 511-20
Verschwenkungstafel – ohne Gegenverkehr – einstreifig nach rechts
- Zeichen 511-21
Verschwenkungstafel – ohne Gegenverkehr – zweistreifig nach rechts
- Zeichen 511-22
Verschwenkungstafel – ohne Gegenverkehr – dreistreifig nach rechts

- Zeichen 513-10
Verschwenkungstafel; kurze Verschwenkung – Darstellung ohne Gegenverkehr – einstreifig nach links
- Zeichen 513-11
Verschwenkungstafel; kurze Verschwenkung – Darstellung ohne Gegenverkehr – zweistreifig nach links
- Zeichen 513-20
Verschwenkungstafel; kurze Verschwenkung – Darstellung ohne Gegenverkehr – einstreifig nach rechts
- Zeichen 513-21
Verschwenkungstafel; kurze Verschwenkung – Darstellung ohne Gegenverkehr – zweistreifig nach rechts
- Zeichen 514-10
Verschwenkungstafel; kurze Verschwenkung – Darstellung mit Gegenverkehr – einstreifig nach links
- Zeichen 514-20
Verschwenkungstafel; kurze Verschwenkung – Darstellung mit Gegenverkehr – einstreifig nach rechts

- Zeichen 515-11
Verschwenkungstafel – ohne Gegenverkehr und mit integriertem Zeichen 264 StVO außerhalb der Autobahn: zweistreifig nach links
- Zeichen 515-12
Verschwenkungstafel – ohne Gegenverkehr und mit integriertem Zeichen 264 StVO auf Autobahnen – zweistreifig nach links
- Zeichen 515-13
Verschwenkungstafel – ohne Gegenverkehr und mit integriertem Zeichen 264 StVO – dreistreifig nach links
- Zeichen 515-21
Verschwenkungstafel – ohne Gegenverkehr und mit integriertem Zeichen 264 StVO außerhalb der Autobahn – zweistreifig nach rechts
- Zeichen 515-22
Verschwenkungstafel – ohne Gegenverkehr und mit integriertem Zeichen 264 StVO auf Autobahnen – zweistreifig nach rechts
- Zeichen 515-23
Verschwenkungstafel – ohne Gegenverkehr und mit integriertem Zeichen 264 StVO – dreistreifig nach rechts

- Zeichen 521-30
Fahrstreifentafel – ohne Gegenverkehr – zweistreifig in Fahrtrichtung
- Zeichen 521-31
Fahrstreifentafel – ohne Gegenverkehr – dreistreifig in Fahrtrichtung
- Zeichen 521-32
Fahrstreifentafel – ohne Gegenverkehr – vierstreifig in Fahrtrichtung
- Zeichen 521-33
Fahrstreifentafel – ohne Gegenverkehr – fünfstreifig in Fahrtrichtung

- Zeichen 522-30
Fahrstreifentafel – mit Gegenverkehr – einstreifig in Fahrtrichtung und einstreifig in Gegenrichtung
- Zeichen 522-31
Fahrstreifentafel – mit Gegenverkehr – zweistreifig in Fahrtrichtung und einstreifig in Gegenrichtung
- Zeichen 522-32
Fahrstreifentafel – mit Gegenverkehr – einstreifig in Fahrtrichtung und zweistreifig in Gegenrichtung
- Zeichen 522-33
Fahrstreifentafel – mit Gegenverkehr – zweistreifig in Fahrtrichtung und zweistreifig in Gegenrichtung
- Zeichen 522-34
Fahrstreifentafel – mit Gegenverkehr – dreistreifig in Fahrtrichtung und zweistreifig in Gegenrichtung
- Zeichen 522-35
Fahrstreifentafel – mit Gegenverkehr – zweistreifig in Fahrtrichtung und dreistreifig in Gegenrichtung
- Zeichen 522-36
Fahrstreifentafel – mit Gegenverkehr – dreistreifig in Fahrtrichtung und dreistreifig in Gegenrichtung

- Zeichen 525-31
Fahrstreifentafel; Darstellung ohne Gegenverkehr und mit integriertem Zeichen 275 StVO: drei Fahrstreifen in Fahrtrichtung

- Zeichen 526-31
Fahrstreifentafel – mit Gegenverkehr und mit integriertem Zeichen 275 – zweistreifig in Fahrtrichtung und einstreifig in Gegenrichtung; außerhalb der Autobahn
- Zeichen 526-33
Fahrstreifentafel – mit Gegenverkehr und mit integriertem Zeichen 275 – zweistreifig in Fahrtrichtung und zweistreifig in Gegenrichtung

- Zeichen 531-10
Einengungstafel – ohne Gegenverkehr – Einzug rechts, noch 1 Fahrstreifen
- Zeichen 531-11
Einengungstafel – ohne Gegenverkehr – Einzug rechts, noch 2 Fahrstreifen
- Zeichen 531-12
Einengungstafel – ohne Gegenverkehr – Einzug rechts, noch 3 Fahrstreifen
- Zeichen 531-13
Einengungstafel – ohne Gegenverkehr – Einzug rechts, noch 4 Fahrstreifen
- Zeichen 531-20
Einengungstafel – ohne Gegenverkehr – Einzug links, noch 1 Fahrstreifen
- Zeichen 531-21
Einengungstafel – ohne Gegenverkehr – Einzug links, noch 2 Fahrstreifen
- Zeichen 531-22
Einengungstafel – ohne Gegenverkehr – Einzug links, noch 3 Fahrstreifen
- Zeichen 531-23
Einengungstafel – ohne Gegenverkehr – Einzug links, noch 4 Fahrstreifen

- Zeichen 532-10
Einengungstafel – mit Gegenverkehr – Einzug rechts, noch 1 Fahrstreifen und 1 Fahrstreifen in Gegenrichtung
- Zeichen 532-20
Einengungstafel – mit Gegenverkehr – Einzug links, noch 1 Fahrstreifen und 1 Fahrstreifen in Gegenrichtung
- Zeichen 532-21
Einengungstafel – mit Gegenverkehr – Einzug links, noch 1 Fahrstreifen und 2 Fahrstreifen in Gegenrichtung

- Zeichen 533-20
Trennungstafel – ohne Gegenverkehr – zweistreifig durchgehend und einstreifig rechts ab;
neues Zeichen
- Zeichen 533-21
Trennungstafel – ohne Gegenverkehr – dreistreifig durchgehend und einstreifig rechts ab;
neues Zeichen
- Zeichen 533-21
Trennungstafel – ohne Gegenverkehr – zweistreifig durchgehend und zweistreifig rechts ab;
neues Zeichen

- Zeichen 535-11
Einengungstafel – ohne Gegenverkehr mit integriertem Zeichen 279 StVO; Einzug rechts, noch 2 Fahrstreifen in Fahrtrichtung
- Zeichen 535-21
Einengungstafel – ohne Gegenverkehr mit integriertem Zeichen 279 StVO; Einzug links, noch 2 Fahrstreifen in Fahrtrichtung

- Zeichen 536-20
Einengungstafel – ohne Gegenverkehr mit integriertem Zeichen 279 – Einzug links, noch 1 Fahrstreifen und 1 Fahrstreifen in Gegenrichtung
- Zeichen 536-21
Einengungstafel – ohne Gegenverkehr mit integriertem Zeichen 279 – Einzug links, noch 1 Fahrstreifen und 2 Fahrstreifen in Gegenrichtung

- Zeichen 541-10
Aufweitungstafel – ohne Gegenverkehr – 1-streifig plus Fahrstreifen links
- Zeichen 541-11
Aufweitungstafel – ohne Gegenverkehr – 2-streifig plus Fahrstreifen links
- Zeichen 541-20
Aufweitungstafel – ohne Gegenverkehr – 1-streifig plus Fahrstreifen rechts
- Zeichen 541-21
Aufweitungstafel – ohne Gegenverkehr – 2-streifig plus Fahrstreifen rechts

- Zeichen 542-10
Aufweitungstafel – mit Gegenverkehr; 1-streifig plus Fahrstreifen links und 1 Fahrstreifen in Gegenrichtung
- Zeichen 542-11
Aufweitungstafel – mit Gegenverkehr; 1-streifig plus Fahrstreifen links und 2 Fahrstreifen in Gegenrichtung

- Zeichen 545-11
Aufweitungstafel – ohne Gegenverkehr mit integriertem Zeichen 275 – zweistreifig plus Fahrstreifen links

- Zeichen 546-10
Aufweitungstafel – mit Gegenverkehr mit integriertem Zeichen 275 – einstreifig plus Fahrstreifen links und 1 Fahrstreifen in Gegenrichtung; außerhalb der Autobahn
- Zeichen 546-11
Aufweitungstafel – mit Gegenverkehr mit integriertem Zeichen 275 – einstreifig plus Fahrstreifen links und 2 Fahrstreifen in Gegenrichtung; außerhalb der Autobahn

- Zeichen 551-20
Zusammenführungstafel – an einmündender Strecke – einstreifig einmündend plus einstreifig durchgehend
- Zeichen 551-21
Zusammenführungstafel – an einmündender Strecke – einstreifig einmündend plus zweistreifig durchgehend
- Zeichen 551-22
Zusammenführungstafel – an einmündender Strecke – zweistreifig einmündend plus zweistreifig durchgehend
- Zeichen 551-23
Zusammenführungstafel – an einmündender Strecke – zweistreifig einmündend plus dreistreifig durchgehend

- Zeichen 590-10
Blockumfahrung rechts, links, links
- Zeichen 590-11
Blockumfahrung rechts, rechts, rechts

## Verkehrseinrichtungen nach Anlage 4 zu § 43 StVO (Nummernbereich 600 bis 699)

Zeichen 600-30 Absperrschranke; 100 × 800 mm
Zeichen 600-31 Absperrschranke; 100 × 1200 mm
Zeichen 600-32 Absperrschranke; 100 × 1600 mm
Zeichen 600-34 Absperrschranke; 250 × 1600 mm
Zeichen 605-10 Leitbake (Aufstellung rechts); 1000 × 250 mm
Zeichen 605-20 Leitbake (Aufstellung links); 1000 × 250 mm
Zeichen 605-11 Leitbake, Pfeilbake, (Aufstellung rechts); 1000 × 250 mm
Zeichen 605-21 Leitbake, Pfeilbake, (Aufstellung links); 1000 × 250 mm
Zeichen 605-13 Warnlichtbake (Aufstellung rechts); 2500 × 500 mm; bisher Zeichen 605-12
Zeichen 605-23 Warnlichtbake (Aufstellung links); 2500 × 500 mm; bisher Zeichen 605-22
Zeichen 605-14 Warnlichtbake mit integriertem Zeichen 222-10 (Aufstellung rechts); 2500 × 500 mm; bisher Zeichen 605-13
Zeichen 605-24 Warnlichtbake mit integriertem Zeichen 222-10 (Aufstellung links); 2500 × 500 mm; bisher Zeichen 605-23
Zeichen 610-40 Leitkegel
Zeichen 615 fahrbare Absperrtafel; 2500 × 1700 mm
Zeichen 616-30 Fahrbare Absperrtafel mit Blinkpfeil (große Ausführung); 3600 × 2200 mm
Zeichen 616-31 Fahrbare Absperrtafel mit Blinkpfeil (kleine Ausführung); 2500 × 1700 mm
Zeichen 620-40 Leitpfosten (rechts)
Zeichen 620-41 Leitpfosten (links)
Zeichen 625-10 Richtungstafel in Kurven (Aufstellung rechts); 500 × 500 mm
Zeichen 625-20 Richtungstafel in Kurven (Aufstellung links); 500 × 500 mm
Zeichen 625-11 Richtungstafel in Kurven (Aufstellung rechts); 500 × 1500 mm
Zeichen 625-21 Richtungstafel in Kurven (Aufstellung links); 500 × 1500 mm
Zeichen 625-12 Richtungstafel in Kurven (Aufstellung rechts); 500 × 2000 mm
Zeichen 625-22 Richtungstafel in Kurven (Aufstellung links); 500 × 2000 mm
Zeichen 625-13 Richtungstafel in Kurven (Aufstellung rechts); 500 × 2500 mm
Zeichen 625-23 Richtungstafel in Kurven (Aufstellung links); 500 × 2500 mm
Zeichen 626-10 Leitplatte (Aufstellung rechts); 750 × 500 mm; bisher Zeichen 605-14
Zeichen 626-20 Leitplatte (Aufstellung links); 750 × 500 mm; bisher Zeichen 605-24
Zeichen 626-30 Leitplatte; 750 × 500 mm; bisher Zeichen 605-30
Zeichen 626-31 Leitplatte; 1200 × 600 mm; bisher Zeichen 605-31
Zeichen 627-30 Leitmal waagerecht; bisher Zeichen 628-30
Zeichen 627-50 Leitmal gebogen; bisher Zeichen 628-50
Zeichen 628-10 Leitschwelle mit Schraffenbake (Aufstellung rechts)
Zeichen 628-20 Leitschwelle mit Schraffenbake (Aufstellung links)
Zeichen 628-11 Leitschwelle mit Leitbake (Aufstellung rechts); neues Zeichen
Zeichen 628-21 Leitschwelle mit Leitbake (Aufstellung links); neues Zeichen
Zeichen 629-10 Leitbord mit Schraffenbake (Aufstellung rechts)
Zeichen 629-20 Leitbord mit Schraffenbake (Aufstellung links)
Zeichen 629-11 Leitbord mit Schraffenbake (Aufstellung rechts); neues Zeichen
Zeichen 629-21 Leitbord mit Schraffenbake (Aufstellung links); neues Zeichen
Zeichen 630-10 Parkwarntafel, links vorbei; 423 × 423 mm; bisher Zeichen 630
Zeichen 630-20 Parkwarntafel, rechts vorbei; 423 × 423 mm; neues Zeichen
Zeichen 720 Grünpfeil

## Zusatzzeichen nach § 39 (ab Nummer 1000)

Zusatzzeichen 1000-10 Richtungsangaben durch Pfeile, linksweisend
Zusatzzeichen 1000-11 Richtung der Gefahrstelle, linksweisend
Zusatzzeichen 1000-12 Fußgänger Gehweg gegenüber benutzen
Zusatzzeichen 1000-20 Richtungsangaben durch Pfeile, rechtsweisend
Zusatzzeichen 1000-21 Richtung der Gefahrstelle, rechtsweisend
Zusatzzeichen 1000-22 Fußgänger Gehweg gegenüber benutzen
Zusatzzeichen 1000-30 Beide Richtungen, zwei gegengerichtete waagerechte Pfeile
Zusatzzeichen 1000-31 Beide Richtungen, zwei gegengerichtete senkrechte Pfeile
Zusatzzeichen 1000-32 Radverkehr von links und rechts
Zusatzzeichen 1000-33 Radfahrer im Gegenverkehr
Zusatzzeichen 1001-30 Auf … m
Zusatzzeichen 1001-31 Auf … km
Zusatzzeichen 1002-10 Verlauf der Vorfahrtstraße an Kreuzungen (von unten nach links)
Zusatzzeichen 1002-11 Verlauf der Vorfahrtstraße an Kreuzungen (von oben nach links)
Zusatzzeichen 1002-12 Verlauf der Vorfahrtstraße an Einmündungen (von unten nach links, Fall 1)
Zusatzzeichen 1002-13 Verlauf der Vorfahrtstraße an Einmündungen (von unten nach links, Fall 2)
Zusatzzeichen 1002-14 Verlauf der Vorfahrtstraße an Einmündungen (von oben nach links)
Zusatzzeichen 1002-20 Verlauf der Vorfahrtstraße an Kreuzungen (von unten nach rechts)
Zusatzzeichen 1002-21 Verlauf der Vorfahrtstraße an Kreuzungen (von oben nach rechts)
Zusatzzeichen 1002-22 Verlauf der Vorfahrtstraße an Einmündungen (von unten nach rechts, Fall 1)
Zusatzzeichen 1002-23 Verlauf der Vorfahrtstraße an Einmündungen (von unten nach rechts, Fall 2)
Zusatzzeichen 1002-24 Verlauf der Vorfahrtstraße an Einmündungen (von oben nach rechts)
Zusatzzeichen 1004-30 Nach 100 m
Zusatzzeichen 1004-31 Halt nach 100 m
Zusatzzeichen 1004-32 Nach 200 m
Zusatzzeichen 1004-33 Nach 400 m
Zusatzzeichen 1004-34 Nach 600 m
Zusatzzeichen 1004-35 Nach 2 km
Zusatzzeichen 1005-30 Reißverschluss erst in … m
Zusatzzeichen 1005-31 Ende in … m
Zusatzzeichen 1006-30 Ölspur
Zusatzzeichen 1006-31 Rauch
Zusatzzeichen 1006-32 Rollsplitt
Zusatzzeichen 1006-33 Baustellenausfahrt
Zusatzzeichen 1006-34 Straßenschäden
Zusatzzeichen 1006-35 Verschmutzte Fahrbahn
Zusatzzeichen 1006-36 Unfallgefahr
Zusatzzeichen 1006-37 Krötenwanderung
Zusatzzeichen 1006-38 Staugefahr
Zusatzzeichen 1006-39 Eingeschränktes Lichtraumprofil durch Bäume
Zusatzzeichen 1007-30 Gefahr unerwarteter Glatteisbildung
Zusatzzeichen 1008-30 Vorfahrt geändert
Zusatzzeichen 1008-31 Verkehrsführung geändert
Zusatzzeichen 1008-32 Industriegebiet Schienenfahrzeuge haben Vorrang (zu Zeichen 201 StVO)
Zusatzzeichen 1008-33 Hafengebiet Schienenfahrzeuge haben Vorrang (zu Zeichen 201 StVO)
Zusatzzeichen 1010-10 Erlaubt Kindern auch auf der Fahrbahn und dem Seitenstreifen zu spielen (Spielstraße)
Zusatzzeichen 1010-11 Wintersport erlaubt
Zusatzzeichen 1010-12 Kennzeichnung von Parkflächen, auf denen Anhänger auch länger als 14 Tage parken dürfen
Zusatzzeichen 1010-13 Kennzeichnung von Parkflächen, auf denen Wohnwagen auch länger als 14 Tage parken dürfen
Zusatzzeichen 1010-14 Information Rollende Landstraße
Zusatzzeichen 1012-30 Anfang
Zusatzzeichen 1012-31 Ende
Zusatzzeichen 1012-32 Radfahrer absteigen
Zusatzzeichen 1012-33 Keine Mofas
Zusatzzeichen 1012-34 Grüne Welle bei … km/h
Zusatzzeichen 1012-35 Bei Rot hier halten
Zusatzzeichen 1013-50 Seitenstreifen befahren
Zusatzzeichen 1013-51 Seitenstreifen räumen
Zusatzzeichen 1014-50 Tunnelkategorie gemäß ADR-Übereinkommen (B)
Zusatzzeichen 1014-51 Tunnelkategorie gemäß ADR-Übereinkommen (C)
Zusatzzeichen 1014-52 Tunnelkategorie gemäß ADR-Übereinkommen (D)
Zusatzzeichen 1014-53 Tunnelkategorie gemäß ADR-Übereinkommen (E)
Zusatzzeichen 1020-11 Schwerbehinderte mit Parkausweis Nr. … frei
Zusatzzeichen 1020-12 Radfahrer und Anlieger frei
Zusatzzeichen 1020-13 Inline-Skaten und Rollschuhfahren frei
Zusatzzeichen 1020-30 Anlieger frei
Zusatzzeichen 1020-31 Anlieger oder Parken frei
Zusatzzeichen 1020-32 Bewohner mit Parkausweis Nr. … frei
Zusatzzeichen 1022-10 Radfahrer frei
Zusatzzeichen 1022-11 Mofas frei
Zusatzzeichen 1022-12 Krafträder auch mit Beiwagen, Kleinkrafträder und Mofas frei
Zusatzzeichen 1024-10 Personenkraftwagen frei
Zusatzzeichen 1024-11 Pkw mit Anhänger frei
Zusatzzeichen 1024-12 Kraftfahrzeuge mit einer zulässigen Gesamtmasse über 3,5 t, einschließlich ihrer Anhänger, und Zugmaschinen, ausgenommen Personenkraftwagen und Kraftomnibusse frei
Zusatzzeichen 1024-13 Lastkraftwagen mit Anhänger frei
Zusatzzeichen 1024-14 Kraftomnibus frei
Zusatzzeichen 1024-15 Schienenbahn frei
Zusatzzeichen 1024-16 Straßenbahn frei
Zusatzzeichen 1024-17 Kraftfahrzeuge und Züge, die nicht schneller als 25 km/h fahren können oder dürfen, frei
Zusatzzeichen 1026-30 Taxi frei
Zusatzzeichen 1026-31 Mofas frei
Zusatzzeichen 1026-32 Linienverkehr frei
Zusatzzeichen 1026-33 Einsatzfahrzeuge frei
Zusatzzeichen 1026-34 Krankenfahrzeuge frei
Zusatzzeichen 1026-35 Lieferverkehr frei
Zusatzzeichen 1026-36 Landwirtschaftlicher Verkehr frei
Zusatzzeichen 1026-37 Forstwirtschaftlicher Verkehr frei
Zusatzzeichen 1026-38 Land- und forstwirtschaftlicher Verkehr frei
Zusatzzeichen 1026-39 Betriebs- und Versorgungsdienst frei
Zusatzzeichen 1026-60 (Vorläufige Nr.) Elektrofahrzeuge während des Ladevorgangs frei
Zusatzzeichen 1026-61 (Vorläufige Nr.) Elektrofahrzeuge frei
Zusatzzeichen 1028-30 Baustellenfahrzeuge frei
Zusatzzeichen 1028-31 Verkehr bis Baustelle frei
Zusatzzeichen 1028-32 Anlieger bis Baustelle frei
Zusatzzeichen 1028-33 Zufahrt bis … frei
Zusatzzeichen 1028-34 Fährbenutzer frei
Zusatzzeichen 1030-10 Vom Verkehrsverbot bei erhöhter Schadstoffkonzentration ausgenommene Kraftfahrzeuge frei
Zusatzzeichen 1031 Freistellung vom Verkehrsverbot nach § 40 Absatz 1 des Bundes-Immissionsschutzgesetzes
Zusatzzeichen 1031-50 Freistellung vom Verkehrsverbot nach § 40 Absatz 1 des Bundes-Immissionsschutzgesetzes (grüne und gelbe Plakette)
Zusatzzeichen 1031-51 Freistellung vom Verkehrsverbot nach § 40 Absatz 1 des Bundes-Immissionsschutzgesetzes (grüne Plakette)
Zusatzzeichen 1040-10 Wintersport erlaubt, zeitlich beschränkt (10 - 16 h)
Zusatzzeichen 1040-30 Zeitliche Beschränkung (16 - 18 h)
Zusatzzeichen 1040-31 Zeitliche Beschränkung (8 - 11 h, 16 - 18 h)
Zusatzzeichen 1040-32 Parkscheibe 2 Stunden
Zusatzzeichen 1040-33 Parken mit Parkscheibe in gekennzeichneten Flächen 2 Stunden
Zusatzzeichen 1042-30 Zeitliche Beschränkung (werktags)
Zusatzzeichen 1042-31 Zeitliche Beschränkung (werktags 18-19h)
Zusatzzeichen 1042-32 Zeitliche Beschränkung (werktags 8.30-11.30h, 16-18h)
Zusatzzeichen 1042-33 Zeitliche Beschränkung (Mo–Fr, 16–18h)
Zusatzzeichen 1042-34 Zeitliche Beschränkung (Di, Do, Fr, 16-18h)
Zusatzzeichen 1042-35 Zeitliche Beschränkung (6-22h an Sonn- und Feiertagen)
Zusatzzeichen 1042-36 Schulbus (tageszeitliche Benutzung)
Zusatzzeichen 1042-37 Parken Samstag und Sonntag erlaubt
Zusatzzeichen 1044-10 Nur Schwerbehinderte mit außergewöhnlicher Gehbehinderung und Blinde
Zusatzzeichen 1044-11 nur Schwerbehinderte mit Parkausweis Nr. …
Zusatzzeichen 1044-30 Nur Bewohner mit Parkausweis Nr. …
Zusatzzeichen 1046-11 Nur Mofas
Zusatzzeichen 1046-12 nur Krafträder, auch mit Beiwagen, Kleinkrafträder und Mofas
Zusatzzeichen 1048-10 Nur Personenkraftwagen
Zusatzzeichen 1048-11 nur Personenkraftwagen mit Anhänger
Zusatzzeichen 1048-12 nur Kraftfahrzeuge mit einer zulässigen Gesamtmasse über 3,5 t, einschließlich ihrer Anhänger und Zugmaschinen, ausgenommen Personenkraftwagen und Kraftomnibusse
Zusatzzeichen 1048-13 Nur Lastkraftwagen mit Anhänger
Zusatzzeichen 1048-14 nur Sattelkraftfahrzeuge
Zusatzzeichen 1048-15 Nur Sattelkraftfahrzeuge und Lastkraftwagen mit Anhänger
Zusatzzeichen 1048-16 nur Kraftomnibus
Zusatzzeichen 1048-17 nur Wohnmobil
Zusatzzeichen 1048-18 nur Schienenbahn
Zusatzzeichen 1048-19 nur Straßenbahn
Zusatzzeichen 1049-10 nur Kraftfahrzeuge und Züge, die nicht schneller als 25 km/h fahren können oder dürfen
Zusatzzeichen 1049-11 Kraftfahrzeuge und Züge bis 25 km/h dürfen überholt werden
Zusatzzeichen 1049-12 nur militärische Kettenfahrzeuge
Zusatzzeichen 1049-13 nur Lkw (Zeichen 1048-12), Kraftomnibus (Zeichen 1048-16) und Pkw mit Anhänger (Zeichen 1048-11)
Zusatzzeichen 1050-30 Taxi
Zusatzzeichen 1050-31 … Taxen
Zusatzzeichen 1050-32 (Vorläufige Nr.) Elektrofahrzeuge während des Ladevorgangs
Zusatzzeichen 1050-33 (Vorläufige Nr.) Elektrofahrzeuge
Zusatzzeichen 1052-30 Streckenverbot für den Transport von gefährlichen Gütern auf Straßen
Zusatzzeichen 1052-31 Streckenverbot für Fahrzeuge mit wassergefährdender Ladung
Zusatzzeichen 1052-33 Nur mit Parkschein
Zusatzzeichen 1052-34 Gebührenpflichtig
Zusatzzeichen 1052-35 Massenangabe (7,5 t)
Zusatzzeichen 1052-36 Bei Nässe
Zusatzzeichen 1052-37 Haltverbot auch auf dem Seitenstreifen
Zusatzzeichen 1052-39 Auf dem Seitenstreifen
Zusatzzeichen 1053-30 Parken in gekennzeichneten Flächen erlaubt
Zusatzzeichen 1053-37 Massenangabe (12 t)
Zusatzzeichen 1053-38 Durchgangsverkehr
Zusatzzeichen 1060-10 Gefahrzeichen für Wohnwagengespanne an Gefällestrecken mit starkem Seitenwind auf Autobahnen
Zusatzzeichen 1060-11 Auch Fahrräder und Mofas
Zusatzzeichen 1060-30 Streugut (selbständiges Hinweiszeichen)

## Änderungen zum bisherigen Verkehrszeichen-Katalog
Folgende Änderungen an den Verkehrszeichen sind Teil der StVO von 2013:

### Zeichen, die nicht mehr explizit im Verkehrszeichenkatalog erscheinen

Zeichen 386-12 Pfeil linksweisend
Zeichen 386-22 Pfeil rechtsweisend
Zeichen 386-32 Pfeil geradeausweisend

### Zeichen, die nicht explizit in der StVO dargestellt werden, aber bei Gefahrenlage angeordnet werden können
Die zu der lange geplanten Neufassung des Verkehrszeichenkatalogs veröffentlichte Zeichennummer 145–.. kam bei der tatsächlichen Einführung eines neuen Verkehrszeichenkatalogs im Jahre 2017 nicht mehr vor. An ihrer Stelle wurde die ebenfalls neue Zeichennummer 101–.. verordnet.

Zeichen 145-10 Kraftomnibusse, Aufstellung rechts; bisher Zeichen 145
Zeichen 145-20 Kraftomnibusse, Aufstellung links; neues Zeichen
Zeichen 145-11 Flugbetrieb, Aufstellung rechts; bisher Zeichen 144-10
Zeichen 145-21 Flugbetrieb, Aufstellung links; bisher Zeichen 144-20
Zeichen 145-12 Fußgängerüberweg, Aufstellung rechts; bisher Zeichen 134-10
Zeichen 145-22 Fußgängerüberweg, Aufstellung links; bisher Zeichen 134-20
Zeichen 145-13 Viehtrieb, Aufstellung rechts; bisher Zeichen 140-10
Zeichen 145-23 Viehtrieb, Aufstellung links; bisher Zeichen 140-20
Zeichen 145-14 Reiter, Aufstellung rechts; bisher lediglich als Sinnbild in § 39
Zeichen 145-24 Reiter, Aufstellung links; neues Zeichen
Zeichen 145-15 Amphibienwanderung, Aufstellung rechts; bislang nur als Zusatzzeichen
Zeichen 145-25 Amphibienwanderung, Aufstellung links; neues Zeichen
Zeichen 145-16 Steinschlag, Aufstellung rechts; bisher Zeichen 115-10
Zeichen 145-26 Steinschlag, Aufstellung links; bisher Zeichen 115-20
Zeichen 145-50 Splitt, Schotter; bisher Zeichen 116
Zeichen 145-51 Ufer; bisher Zeichen 129
Zeichen 145-52 Unzureichendes Lichtraumprofil; bisher nur als Zusatzzeichen
Zeichen 145-53 Schnee- oder Eisglätte; bisher Zeichen 113
Zeichen 145-54 Bewegliche Brücke bisher Zeichen 128

### Zeichen, die in der StVO entfallen, aber im Verkehrszeichenkatalog dargestellt werden

Zeichen 316 Parken und Reisen
Zeichen 317 Wandererparkplatz
ehemals Zeichen 355-10 Fußgängerunterführung
ehemals Zeichen 355-11 Fußgängerüberführung
ehemals Zeichen 359 Pannenhilfe
ehemals Zeichen 375 Autobahnhotel
ehemals Zeichen 376 Autobahngasthaus
ehemals Zeichen 377 Autobahnkiosk

### Zeichen, die komplett entfallen, aber bis zum 31. Oktober 2022 gültig bleiben
Die Zeichen 150, 153, 353, 380, 381, 388 und 389 werden zwar nicht mehr angeordnet, behalten aber bis zum 31. Oktober 2022 ihre Gültigkeit.

Zeichen 150 Bahnübergang mit Schranken oder Halbschranken
Zeichen 153 Dreistreifige Bake vor beschranktem Bahnübergang
Zeichen 353 Einbahnstraße
Zeichen 380-52 Richtgeschwindigkeit 80 km/h
Zeichen 380-54 Richtgeschwindigkeit 100 km/h
Zeichen 381-52 Ende der Richtgeschwindigkeit 80 km/h
Zeichen 381-54 Ende der Richtgeschwindigkeit 100 km/h
Zeichen 388 Seitenstreifen für mehrspurige Kraftfahrzeuge nicht befahrbar
Zeichen 389 Seitenstreifen für Fahrzeuge mit einem zulässigen Gesamtgewicht über 3,5 t und Zugmaschinen nicht befahrbar

### Ersetzte und damit entfallene Zeichen

Zusatzzeichen 1006-37 Krötenwanderung; ersetzt durch Zeichen 145-15

## Nachträgliche Änderungen und Ergänzungen zu den Verkehrszeichen
Nachfolgend sind Zeichen aufgeführt, die nach der Neufassung der Straßenverkehrs-Ordnung 2013 bis April 2017 veröffentlicht wurden.

### 2014
Im Verkehrsblatt Nr. 3 vom 15. Februar 2014 wurden auf Seite 132 zwei neue Verkehrszeichen verordnet: Einführung von Verkehrszeichen für Ladestation für Elektrofahrzeuge und Wasserstofftankstelle vom 24. Januar 2014. Diese Zeichen wurden 2017 auch in den überarbeiteten Verkehrszeichenkatalog aufgenommen.

Zeichen 365-65 Ladestation für Elektrofahrzeuge
Zeichen 365-66 Wasserstofftankstelle

### 2015

#### Februar
Im Februar 2015 wurde erstmals ein Verkehrszeichen eingeführt, durch das ein Ende der Mautpflicht nach dem Bundesfernstraßenmautgesetz verdeutlicht wird. Es gehört zu dem bereits 1992 eingeführten Zeichen 390.

Zeichen 390.2 Ende der Mautpflicht nach dem Bundesfernstraßenmautgesetz

#### September
Durch die Fünfzigste Verordnung zur Änderung der straßenverkehrsrechtlichen Vorschriften, die am 25. September 2015 im Bundesgesetzblatt verkündet wurde, sind ein neues Sinnbild und ein neues Zusatzzeichen eingeführt worden. Zum 26. September 2015 trat die Änderung in Kraft. Als Zusatzzeichen wird das Sinnbild dem Zeichen 286 zugeordnet.

Elektrisch betriebenes Fahrzeug
Zusatzzeichen 1010-66 elektrisch betriebene Fahrzeuge
Zusatzzeichen 1024-20 elektrisch betriebene Fahrzeuge frei

### 2016
Durch die Erste Verordnung zur Änderung der Straßenverkehrs-Ordnung, die am 13. Dezember 2016 im Bundesgesetzblatt verkündet wurde, ist ein neues Sinnbild eingeführt worden. Zum 14. Dezember 2016 trat die Änderung in Kraft. In § 39, Absatz 7 wird das neue Sinnbild nach dem Sinnbild „Mofas“ eingefügt.

Einsitzige zweirädrige Kleinkrafträder mit elektrischem Antrieb, der sich bei einer Geschwindigkeit von mehr als 25 km/h selbsttätig abschaltet – E-Bikes –.

## Zeichen, die nicht im Verkehrszeichenkatalog aufgeführt wurden

### Veröffentlichungen der Forschungsgesellschaft für Straßen- und Verkehrswesen
Im Jahr 2008 wurden folgende Sinnbilder in den Richtlinien für die touristische Beschilderung (RtB), Ausgabe 2008 von der Forschungsgesellschaft für Straßen- und Verkehrswesen, Arbeitsgruppe Verkehrsmanagement, verbindlich veröffentlicht. Die Forschungsgesellschaft für Straßen- und Verkehrswesen arbeitet verbindlich mit dem Bundesministerium für Verkehr und digitale Infrastruktur (BMVI) sowie der Bundesanstalt für Straßenwesen (BASt) zusammen.

Kirche
Burg, Schloss
Museum
Kriegsgräberstätte

### Veröffentlichungen des Bundesverkehrsministeriums

Das am 27. Juni 2001 veröffentlichte Baustelleninformationsschild, EU-Fördermaßnahme

Die bereits 1971 überarbeiteten Hinweiszeichen zur Park- beziehungsweise Rastplatz-Beschilderung an den Bundesautobahnen wurden ab 1980/1981 den damals aktualisierten typographischen Neuerungen angepasst und behielten weiterhin ihre Gültigkeit.

Hinweiszeichen (Beilage 1) Rastplatz bitte sauberhalten
Hinweiszeichen (Beilage 2) Parkplatz bitte sauberhalten

Spezielle Autobahnrastplatz-Hinweisschilder wurden ab 1965 aufgestellt. Sie erinnerten an die Vertreibungsgebiete der Deutschen. Einige dieser Schilder weichen teils mehr oder weniger weit in den Bemaßungen und Ausführungen voneinander ab.

Autobahnrastplatz-Hinweisschild

Mit dem Allgemeinen Rundschreiben Straßenbau Nr. 39/1998 wurde eine Überarbeitung der bisherigen Baustelleninformationsschilder bekanntgegeben und am 14. Juli 2001 veröffentlicht. Sie tragen die Sinnbilder des Ministeriums (links oben) und des entsprechenden Landes (rechts oben).

Das seit 20. Juni 2001 gültige Baustelleninformationsschild für Bundesautobahnen
Das seit 20. Juni 2001 gültige Baustelleninformationsschild für Bundesstraßen
2015 wurde das Baustelleninformationsschild für Autobahnen leicht überarbeitet
2015 wurde das Baustelleninformationsschild für Bundesstraßen leicht überarbeitet

- Das am 27. Juni 2001 veröffentlichte Baustelleninformationsschild, EU-Fördermaßnahme

### Veröffentlichungen des Innenministeriums
Zu den Hinweiszeichen auf Gottesdienstzeiten wurde am 22. Dezember 2008 eine neue Verwaltungsvorschrift durch das Innenministerium erlassen, die am 1. Januar 2009 Gültigkeit erlangte. Unter anderem wurde nun festgelegt, dass die Schilder „keine amtlichen Hinweiszeichen im Sinne der Straßenverkehrsordnung“ sind. Wie bereits in der Vergangenheit sind die Kosten für diese Zeichen von den Gemeinden zu tragen.

Zeichen am Ortseingang: Katholische Messe
Zeichen am Ortseingang: Evangelischer Gottesdienst
Zeichen am Ortseingang: Heilige Messe und Evangelischer Gottesdienst

### Veröffentlichungen des Bundesverkehrs- und Verteidigungsministeriums
Seit 2009 ordnet das Bundesverteidigungsministerium eine Neuaufstellung der Zeichen zur militärischen Lastenklasse nicht mehr an. Fristen für ihren Abbau wurden aber auch nach der Neufassung der StVO von 2013 nicht ausgegeben.

Normalschild für Fahrbahnbreiten b < 5,50 m (einspuriger Verkehr)
Sonderschild für Fahrbahnbreiten b < 5,50 m (einspuriger Verkehr).
Normalschild für Fahrbahnbreiten b ≥ 5,50 m (zweispuriger Verkehr).
Sonderschild für Fahrbahnbreiten b ≥ 5,50 m (zweispuriger Verkehr), Räderfahrzeuge
Sonderschild für Fahrbahnbreiten b ≥ 5,50 m (zweispuriger Verkehr), Kettenfahrzeuge

### Veröffentlichungen des Landwirtschaftsministeriums

Ehemaliges Zusatzzeichen 2531: Tollwut! Gefährdeter Bezirk
Ehemaliges Zusatzzeichen 2531: Tollwut! Gefährdeter Bezirk

Das ehemalige Zusatzzeichen 2532 mit der Formulierung Wildtollwut hat bereits seit dem 1. Juni 1991, dem Tag der Inkrafttreten der Tollwut-Verordnung vom 23. Mai 1991, keine amtliche Wirkung mehr, wird aber als nichtamtliches Sonderschild weiterhin hergestellt und vertrieben. Hersteller haben das Schild daher teils auch mit variierender Gestaltung noch im Angebot. Alte ehemals offizielle Schilder sind zudem weiterhin in der Landschaft zu finden.

Ehemaliges Zusatzzeichen 2532: Wildtollwut! Gefährdeter Bezirk
Ehemaliges Zusatzzeichen 2532: Wildtollwut! Gefährdeter Bezirk

### Veröffentlichungen verschiedener Länder
Das an Straßen, Wegen und Plätzen mit nichtöffentlichem Verkehr vorgesehene Zeichen Wasserschutzgebiet wurde in verschiedenen Bundesländern erlassen. Beispielsweise weist im Freistaat Bayern erstmals ein Schreiben des Bayerischen Staatsministeriums des Innern (BStMI bzw. hier: IMS) vom 19. Juli 1967 auf die Kennzeichnung hin. In der Fassung vom 7. April 1971 wird dieses Zeichen in Anlage 2a dargestellt. In einer aktualisierten Darstellung wurde das Zeichen im März 2016 erneut vom BStMI veröffentlicht.

Wasserschutzgebiet

## Lichtzeichen- und Blinklichtanlagen für Bahnübergänge in Schienenhöhe
Diese Zeichen sind in dieser Form nicht in die Straßenverkehrsordnung aufgenommen worden. Ihre Anordnung und Aufstellung regelt die Eisenbahn-Bau- und Betriebsordnung (EBO).
Die Dritte Verordnung zur Änderung der Eisenbahn-Bau- und Betriebsordnung (EBO) vom 8. Mai 1991, die einen Tag nach der Verkündung, am 17. Mai 1991, in Kraft trat, regelt die Beschilderung unmittelbar an den Bahnanlagen. Nach dieser Verordnung sollten bisher errichtete Blinklichtanlagen zwar bestehen bleiben, aber nicht mehr neu angeordnet werden.

Lichtzeichen
Lichtzeichen mit Halbschranke oder Schranke
Andreaskreuz mit Blinklicht für unbeschrankte oder halbbeschrankte Bahnübergänge
Andreaskreuz mit Blinklicht, Wecker und Leuchtschriftzug an abgelegenen Wegen
Rotes Blinklicht mit Halbschranke

## Kennzeichnung und Sicherung von Bahnübergängen nach BOStrab
Die seit 1987 gültigen Kennzeichnungen der Verordnung über den Bau und Betrieb der Straßenbahnen (Straßenbahn-Bau- und Betriebsordnung – BOStrab):

Bild 1 Andreaskreuz. Der Blitzpfeil in der Mitte des Andreaskreuzes zeigt an, dass die Strecke elektrische Fahrleitung hat.
Bild 2 Lichtzeichen. Bei beengten Verhältnissen darf das Andreaskreuz neben oder über dem Lichtzeichen angebracht sein.
Bild 3 Lichtzeichen mit Halbschranke. Die Halbschranke darf auch senkrecht gestreift sein.